# کایل لداک
کایل لداک (انگلیسی: Kyle LeDuc; ۲۹ ژوئیهٔ ۱۹۸۱ – ۱۱ نوامبر ۲۰۲۳) ورزشکار دو و میدانی، و راننده مسابقه‌ای اهل ایالات متحده آمریکا بود.